# Marc-Antoine Legrand
Pour les articles homonymes, voir Legrand.
Marc-Antoine Legrand ou Le Grand est un comédien et dramaturge français né à Paris le 30 janvier 1673, où il est mort le 7 janvier 1728.

## Biographie
Fils d'un chirurgien des Invalides, Legrand commence très tôt sa carrière d'acteur, d'abord à Lyon en 1692 dans la troupe du maréchal de Villeroy et débute une première fois à la Comédie-Française le 19 mars 1694 mais n'est pas reçu. Après un séjour à Varsovie, à la cour de Jean III Sobieski, il revient à la Comédie-Française le 21 mars 1702 et y est reçu le 18 octobre.
Disgracié par la nature, il harangue un jour les spectateurs en leur lançant : « Messieurs, il vous est plus aisé de vous accoutumer à ma figure, qu'à moi d'en changer ».
S'il n'abandonna jamais la scène (il jouait encore le rôle de Maître Robert dans sa dernière pièce, Les Amazones modernes, en 1727, écrite en collaboration avec Louis Fuzelier), il consacre une partie à écrire des pièces de théâtre (une quarantaine en tout), tantôt pour la Comédie-Française, tantôt pour la Comédie-Italienne, et une fois même pour un théâtre de la Foire, l'Opéra-Comique (Les Animaux raisonnables, 1717). On considère généralement Le Roi de Cocagne (1718) comme son chef-d'œuvre.
Il enseigna par ailleurs l'art dramatique, en particulier à sa fille, Charlotte ; une légende veut qu'il ait pressenti le talent d'Adrienne Lecouvreur et qu'il ait été son professeur.
Lorsqu'il écrivait la pièce Cartouche ou les voleurs (1721), il a poussé le souci du réalisme jusqu'à rendre visite en prison au célèbre brigand pour se documenter sur l'argot.